# Trichorthosia diplogramma
Trichorthosia diplogramma là một loài bướm đêm trong họ Noctuidae.